# Thaloe tricuspis
Thaloe tricuspis là một loài nhện trong họ Anyphaenidae.
Loài này thuộc chi Thaloe. Thaloe tricuspis được Elizabeth Bangs Bryant miêu tả năm 1940.